# Mestoklema copiosum
Mestoklema copiosum är en isörtsväxtart som beskrevs av Nicholas Edward Brown och H.F. Glen. Mestoklema copiosum ingår i släktet Mestoklema och familjen isörtsväxter. Inga underarter finns listade i Catalogue of Life.